# Baby Doll (Kanika Kapoor)
Baby Doll è un singolo dei cantanti indiani Kanika Kapoor e Meet Bros Anjjan, pubblicato il 14 febbraio 2014 come estratto dalla colonna sonora del film Ragini MMS 2. Il brano contiene musiche di Meeta Bros Anjjan e testi di Kumaar. Questa canzone divenne la prima canzone degna di nota per il cantante Kanika Kapoor.